# لاست لیک ریزورت (کالیفرنیا)
لاست لیک ریزورت (به انگلیسی: Lost Lake Resort) یک منطقهٔ مسکونی در ایالات متحده آمریکا است که در شهرستان ریورساید، کالیفرنیا واقع شده‌است. لاست لیک ریزورت ۹۶٫۹۳ متر بالاتر از سطح دریا واقع شده‌است.